# Infosféra
Infosféra (z lat. in-formatio = „utváření, ztvárnění“ a σφαῖρα = „koule“) je sféra dat, informací, vědomostí, znalostí a komunikace. Entity obývající infosféru se nazývají inforgové.

## Historie
Infosféra je neologismus, který byl vytvořen v sedmdesátých letech. Pochází ze slova „biosféra“, což je termín označující na vymezenou oblast na naší planetě, která podporuje život.